# Club d'Esports Vendrell
Il Club d'Esports Vendrell, meglio noto come CE Vendrell o Vendrell, è un club di hockey su pista avente sede a El Vendrell. I suoi colori sociali sono il rosso e il nero.
Nella sua storia ha vinto in ambito nazionale due Coppe del Re; in ambito internazionale vanta una Coppa CERS.
La squadra disputa le proprie gare interne presso il Pavelló Municipal, a El Vendrell.

## Cronistoria
| Cronistoria del Club d'Esports Vendrell |
| --- |
| - 1958 · Fondazione del Club d'Esports Vendrell. - 1958 · 2ª divisione campionato de Catalunya. - 1959 · 2ª divisione campionato de Catalunya. - 1960 · 2ª divisione campionato de Catalunya. - 1961 · 2ª divisione campionato de Catalunya. - 1962 · 2ª divisione campionato de Catalunya. Promosso in 1ª divisione campionato de Catalunya. - 1963 · 9º in 1ª divisione campionato de Catalunya. - 1964 · 8º in 1ª divisione campionato de Catalunya. - 1965 · 11º in 1ª divisione campionato de Catalunya. - 1966 · 9º in 1ª divisione campionato de Catalunya. - 1967 · 3º in 1ª divisione campionato de Catalunya. - 1968 · 5º in 1ª divisione campionato de Catalunya. - 1969 · 8º in 1ª divisione campionato de Catalunya. Ammesso alla División de Honor. - 1969-1970 · 6º in División de Honor Eliminato ai quarti di finale di Coppa del Generalissimo. - 1970-1971 · 9º in División de Honor. Eliminato in semifinale di Coppa del Generalissimo. - 1971-1972 · 11º in División de Honor. Eliminato in semifinale di Coppa del Generalissimo. - 1972-1973 · 7º in División de Honor. Eliminato in semifinale di Coppa del Generalissimo. - 1973-1974 · 10º in División de Honor. Eliminato agli ottavi di finale di Coppa del Generalissimo. - 1974-1975 · 13º in División de Honor. Retrocesso in Primera División. Eliminato agli ottavi di finale di Coppa del Generalissimo. - 1975-1976 · 1º in Primera División. Promosso in División de Honor. Eliminato agli ottavi di finale di Coppa del Generalissimo. - 1976-1977 · 12º in División de Honor Retrocesso in Primera División. - 1977-1978 · 14º in Primera División. - 1978-1979 · In Primera División. - 1979-1980 · In Primera División. - 1980-1981 · In Primera División. - 1981-1982 · In Primera División. - 1982-1983 · In Primera División. - 1983-1984 · In Primera División. - 1984-1985 · In Primera División. - 1985-1986 · In Primera División. - 1986-1987 · In Primera División. - 1987-1988 · In Primera División. - 1988-1989 · In Primera División. - 1989-1990 · In Primera División. - 1990-1991 · In Primera División. - 1991-1992 · In Primera División. - 1992-1993 · In Primera División. - 1993-1994 · In Primera División. Promosso in División de Honor. Eliminato al secondo turno di Coppa del Re. - 1994-1995 · 7º girone A 1ª fase, 7º girone retrocessione in División de Honor. Retrocesso in Primera División. - 1995-1996 · In Primera División. - 1996-1997 · In Primera División. - 1997-1998 · In Primera División. - 1998-1999 · In Primera División. Retrocesso in Primera Catalana. - 1999-2000 · In Primera Catalana. - 2000-2001 · In Primera Catalana. - 2001-2002 · In Primera Catalana. - 2002-2003 · In Primera Catalana. - 2003-2004 · In Primera Catalana. - 2004-2005 · In Primera Catalana. - 2005-2006 · In Primera Catalana. - 2006-2007 · In Primera Catalana. - 2007-2008 · In Primera Catalana. Promosso in Primera División. - 2008-2009 · In Primera División. - 2009-2010 · In Primera División. Promosso in OK Liga. - 2010-2011 · 9º in OK Liga. Eliminato ai quarti di finale di Coppa del Re 2011. - 2011-2012 · 7º in OK Liga. Eliminato ai quarti di finale di Coppa del Re 2011. Eliminato ai quarti di finale di Coppa CERS. - 2012-2013 · 3º in OK Liga. Vince la Coppa del Re (1º titolo). Vince la Coppa CERS (1º titolo). - 2013-2014 · 5º in OK Liga. Vince la Coppa del Re (2º titolo). Eliminato in semifinale di Supercoppa di Spagna. Eliminato in semifinale di Eurolega. Finalista di Coppa Continentale. - 2014-2015 · 3º in OK Liga. Eliminato ai quarti di finale di Coppa del Re 2011. Eliminato in semifinale di Supercoppa di Spagna. Eliminato alla fase a gironi di Eurolega. - 2015-2016 · 5º in OK Liga. Eliminato in semifinale di Supercoppa di Spagna. Eliminato ai quarti di finale di Eurolega. - 2016-2017 · 6º in OK Liga. Eliminato ai quarti di finale di Coppa del Re 2011. Eliminato al primo turno di Coppa CERS. - 2017-2018 · 10º in OK Liga. Eliminato agli ottavi di finale di Coppa CERS. - 2018-2019 · 14º in OK Liga. Retrocesso in OK Liga Plata. - 2019-2020 · In OK Liga Plata. Promosso in OK Liga. Stagione interrotta a causa della pandemia di COVID-19. - 2020-2021 · 12º in OK Liga. - 2021-2022 · In Ok Liga Plata. |

## Palmarès

### Competizioni nazionali
2 trofei
- Coppa del Re: 2

2013, 2014

### Competizioni internazionali
1 trofeo
- Coppa CERS/WSE: 1

2012-2013

### Altri piazzamenti
- Campionato spagnolo

3º posto: 2012-2013, 2014-2015
- Coppa del Re

Semifinale: 1971, 1972, 1973
- Coppa dei Campioni/Champions League/Eurolega

Semifinale: 2013-2014
- Supercoppa d'Europa/Coppa Continentale

Finale: 2013-2014

### Altre competizioni
- Lliga catalana: 1

2015-2016

## Statistiche

### Partecipazioni ai campionati
| Livello | Categoria         | Partecipazioni | Debutto   | Ultima stagione | Totale |
| ------- | ----------------- | -------------- | --------- | --------------- | ------ |
| 1º      | División de Honor | 8              | 1969-1970 | 1994-1995       | 17     |
| 1º      | OK Liga           | 9              | 2010-2011 | 2018-2019       | 17     |
| 2º      | Primera División  | 24             | 1975-1976 | 2009-2010       | 26     |
| 2º      | OK Liga Plata     | 2              | 2019-2020 | 2021-2022       | 26     |

### Partecipazioni alla coppe nazionali
| Competizione                         | Partecipazioni | Debutto | Ultima stagione |
| ------------------------------------ | -------------- | ------- | --------------- |
| Coppa del Generalissimo/Coppa del Re | 14             | 1970    | 2017            |
| Supercoppa di Spagna                 | 3              | 2013    | 2015            |

### Partecipazioni alla coppe internazionali
| Competizione                                 | Partecipazioni | Debutto   | Ultima stagione |
| -------------------------------------------- | -------------- | --------- | --------------- |
| Coppa CERS/WSE                               | 4              | 2011-2012 | 2017-2018       |
| Coppa dei Campioni/Champions League/Eurolega | 3              | 2013-2014 | 2015-2016       |
| Supercoppa d'Europa/Coppa Continentale       | 1              | 2013-2014 | 2013-2014       |